# Gran Premio de Alemania de Motociclismo de 2007
El Gran Premio de Alemania de Motociclismo de 2007 fue la décima prueba del Campeonato del Mundo de Motociclismo de 2007. Tuvo lugar en el fin de semana del 13 al 15 de julio de 2007 en Sachsenring, situado en Hohenstein-Ernstthal, Sajonia, Alemania. La carrera de MotoGP fue ganada por Dani Pedrosa, seguido de Loris Capirossi y Nicky Hayden. Hiroshi Aoyama ganó la prueba de 250cc, por delante de Mika Kallio y Alex de Angelis. La carrera de 125cc fue ganada por Gábor Talmácsi, Tomoyoshi Koyama fue segundo y Héctor Faubel tercero.

## Resultados MotoGP
| Pos.            | N.º | Piloto           | Constructor | Vueltas | Tiempo/Retirado | Parrilla | Puntos |
| --------------- | --- | ---------------- | ----------- | ------- | --------------- | -------- | ------ |
| 1               | 26  | Dani Pedrosa     | Honda       | 30      | 41:53.196       | 2        | 25     |
| 2               | 65  | Loris Capirossi  | Ducati      | 30      | +13.166         | 7        | 20     |
| 3               | 1   | Nicky Hayden     | Honda       | 30      | +16.771         | 14       | 16     |
| 4               | 5   | Colin Edwards    | Yamaha      | 30      | +18.299         | 13       | 13     |
| 5               | 27  | Casey Stoner     | Ducati      | 30      | +31.426         | 1        | 11     |
| 6               | 33  | Marco Melandri   | Honda       | 30      | +31.917         | 3        | 10     |
| 7               | 21  | John Hopkins     | Suzuki      | 30      | +33.395         | 5        | 9      |
| 8               | 13  | Anthony West     | Kawasaki    | 30      | +41.194         | 12       | 8      |
| 9               | 66  | Alex Hofmann     | Ducati      | 30      | +43.214         | 16       | 7      |
| 10              | 84  | Michel Fabrizio  | Honda       | 30      | +44.459         | 17       | 6      |
| 11              | 71  | Chris Vermeulen  | Suzuki      | 30      | +1:01.894       | 11       | 5      |
| 12              | 80  | Kurtis Roberts   | KR212V      | 30      | +1:10.721       | 19       | 4      |
| 13              | 6   | Makoto Tamada    | Yamaha      | 28      | +2 vueltas      | 18       | 3      |
| 14              | 7   | Carlos Checa     | Honda       | 27      | +3 vueltas      | 15       | 2      |
| Ret             | 14  | Randy de Puniet  | Kawasaki    | 29      | Retirado        | 4        |        |
| Ret             | 56  | Shinya Nakano    | Honda       | 19      | Retirado        | 10       |        |
| Ret             | 4   | Alex Barros      | Ducati      | 9       | Caída           | 8        |        |
| Ret             | 46  | Valentino Rossi  | Yamaha      | 5       | Caída           | 6        |        |
| Ret             | 50  | Sylvain Guintoli | Yamaha      | 3       | Caída           | 9        |        |
| Reporte Oficial |     |                  |             |         |                 |          |        |

## Resultados 250cc
| Pos.            | N.º | Piloto              | Constructor | Vueltas | Tiempo/Retirado | Parrilla | Puntos |
| --------------- | --- | ------------------- | ----------- | ------- | --------------- | -------- | ------ |
| 1               | 4   | Hiroshi Aoyama      | KTM         | 29      | 41:16.191       | 6        | 25     |
| 2               | 36  | Mika Kallio         | KTM         | 29      | +0.119          | 1        | 20     |
| 3               | 3   | Alex de Angelis     | Aprilia     | 29      | +0.274          | 3        | 16     |
| 4               | 1   | Jorge Lorenzo       | Aprilia     | 29      | +0.579          | 4        | 13     |
| 5               | 34  | Andrea Dovizioso    | Honda       | 29      | +1.296          | 2        | 11     |
| 6               | 80  | Héctor Barberá      | Aprilia     | 29      | +11.851         | 7        | 10     |
| 7               | 58  | Marco Simoncelli    | Gilera      | 29      | +17.308         | 8        | 9      |
| 8               | 55  | Yuki Takahashi      | Honda       | 29      | +22.309         | 10       | 8      |
| 9               | 12  | Thomas Lüthi        | Aprilia     | 29      | +28.858         | 12       | 7      |
| 10              | 15  | Roberto Locatelli   | Gilera      | 29      | +35.983         | 14       | 6      |
| 11              | 41  | Aleix Espargaró     | Aprilia     | 29      | +37.377         | 11       | 5      |
| 12              | 73  | Shuhei Aoyama       | Honda       | 29      | +42.211         | 17       | 4      |
| 13              | 28  | Dirk Heidolf        | Aprilia     | 29      | +51.095         | 13       | 3      |
| 14              | 25  | Alex Baldolini      | Aprilia     | 29      | +53.416         | 15       | 2      |
| 15              | 16  | Jules Cluzel        | Aprilia     | 29      | +55.996         | 21       | 1      |
| 16              | 44  | Taro Sekiguchi      | Aprilia     | 29      | +56.105         | 18       |        |
| 17              | 19  | Álvaro Bautista     | Aprilia     | 29      | +1:07.435       | 9        |        |
| 18              | 32  | Fabrizio Lai        | Aprilia     | 29      | +1:09.728       | 16       |        |
| 19              | 8   | Ratthapark Wilairot | Honda       | 29      | +1:17.640       | 22       |        |
| Ret             | 17  | Karel Abraham       | Aprilia     | 19      | Retirado        | 20       |        |
| Ret             | 38  | Thomas Walther      | Honda       | 19      | Caída           | 28       |        |
| Ret             | 50  | Eugene Laverty      | Honda       | 18      | Caída           | 26       |        |
| Ret             | 60  | Julián Simón        | Honda       | 14      | Caída           | 5        |        |
| Ret             | 10  | Imre Tóth           | Aprilia     | 13      | Retirado        | 24       |        |
| Ret             | 45  | Dan Linfoot         | Aprilia     | 4       | Caída           | 25       |        |
| Ret             | 31  | Álvaro Molina       | Aprilia     | 4       | Retirado        | 23       |        |
| Ret             | 18  | Joshua Sommer       | Honda       | 3       | Retirado        | 27       |        |
| Ret             | 7   | Efrén Vázquez       | Aprilia     | 2       | Caída           | 19       |        |
| Reporte Oficial |     |                     |             |         |                 |          |        |

## Resultados 125cc
| Pos.            | N.º | Piloto             | Constructor | Vueltas | Tiempo/Retirado | Parrilla | Puntos |
| --------------- | --- | ------------------ | ----------- | ------- | --------------- | -------- | ------ |
| 1               | 14  | Gábor Talmácsi     | Aprilia     | 27      | 39:30.802       | 1        | 25     |
| 2               | 71  | Tomoyoshi Koyama   | KTM         | 27      | +3.532          | 15       | 20     |
| 3               | 55  | Héctor Faubel      | Aprilia     | 27      | +3.610          | 3        | 16     |
| 4               | 24  | Simone Corsi       | Aprilia     | 27      | +4.444          | 7        | 13     |
| 5               | 34  | Randy Krummenacher | KTM         | 27      | +11.851         | 8        | 11     |
| 6               | 52  | Lukáš Pešek        | Derbi       | 27      | +11.920         | 5        | 10     |
| 7               | 11  | Sandro Cortese     | Aprilia     | 27      | +17.271         | 6        | 9      |
| 8               | 38  | Bradley Smith      | Honda       | 27      | +19.484         | 4        | 8      |
| 9               | 22  | Pablo Nieto        | Aprilia     | 27      | +20.950         | 17       | 7      |
| 10              | 60  | Michael Ranseder   | Derbi       | 27      | +22.628         | 11       | 6      |
| 11              | 6   | Joan Olivé         | Aprilia     | 27      | +26.044         | 14       | 5      |
| 12              | 12  | Esteve Rabat       | Honda       | 27      | +27.096         | 10       | 4      |
| 13              | 17  | Stefan Bradl       | Aprilia     | 27      | +42.805         | 16       | 3      |
| 14              | 64  | Georg Fröhlich     | Honda       | 27      | +43.503         | 21       | 2      |
| 15              | 63  | Mike Di Meglio     | Honda       | 27      | +44.402         | 19       | 1      |
| 16              | 27  | Stefano Bianco     | Aprilia     | 27      | +46.386         | 22       |        |
| 17              | 95  | Robert Mureșan     | Derbi       | 27      | +53.208         | 20       |        |
| 18              | 51  | Stevie Bonsey      | KTM         | 27      | +53.719         | 30       |        |
| 19              | 7   | Alexis Masbou      | Honda       | 27      | +53.739         | 26       |        |
| 20              | 20  | Roberto Tamburini  | Aprilia     | 27      | +53.887         | 18       |        |
| 21              | 77  | Dominique Aegerter | Aprilia     | 27      | +1:00.165       | 33       |        |
| 22              | 18  | Nicolás Terol      | Derbi       | 27      | +1:00.625       | 28       |        |
| 23              | 15  | Federico Sandi     | Aprilia     | 27      | +1:09.928       | 27       |        |
| 24              | 29  | Andrea Iannone     | Aprilia     | 27      | +1:16.082       | 12       |        |
| 25              | 56  | Hugo van den Berg  | Aprilia     | 27      | +1:18.721       | 31       |        |
| 26              | 65  | Eric Hübsch        | Aprilia     | 27      | +1:18.836       | 36       |        |
| 27              | 99  | Danny Webb         | Honda       | 27      | +1:27.243       | 34       |        |
| 28              | 8   | Lorenzo Zanetti    | Aprilia     | 26      | +1 vuelta       | 24       |        |
| 29              | 67  | Sebastian Eckner   | Honda       | 26      | +1 vuelta       | 37       |        |
| Ret             | 33  | Sergio Gadea       | Aprilia     | 26      | Caída           | 9        |        |
| Ret             | 37  | Joey Litjens       | Honda       | 25      | Retirado        | 25       |        |
| Ret             | 53  | Simone Grotzkyj    | Aprilia     | 15      | Retirado        | 29       |        |
| Ret             | 75  | Mattia Pasini      | Aprilia     | 11      | Retirado        | 2        |        |
| Ret             | 35  | Raffaele De Rosa   | Aprilia     | 8       | Retirado        | 23       |        |
| Ret             | 66  | Patrick Unger      | Aprilia     | 1       | Retirado        | 32       |        |
| Ret             | 44  | Pol Espargaró      | Aprilia     | 1       | Retirado        | 13       |        |
| DNS             | 13  | Dino Lombardi      | Honda       | 0       | No participó    | 35       |        |
| Reporte Oficial |     |                    |             |         |                 |          |        |